# Williams International
La Williams International è un'azienda statunitense costruttrice di piccoli motori a reazione con sede a Commerce Township nel Michigan. È specializzata nella produzione di motori a getto destinati a missili da crociera e piccoli aerei a reazione.

## Storia
La Compagnia venne fondata da Sam Williams, precedentemente impiegato nel reparto turbine per autoveicoli della Chrysler. Nel 1954 lasciò la Chrysler per costituire la Williams Research Corporation a Birmingham nel Michigan. Nel 1981 la compagnia cambiò denominazione in Williams International. Sebbene il suo primo contratto fosse stato ottenuto per lo sviluppo sperimentale di un motore marino fuoribordo a turbina, lo sforzo produttivo e di ricerca fu subito rivolto al campo aerospaziale con lo studio di soluzioni innovative nel campo della propulsione a getto con piccoli motori a turbina e velivoli da ricognizione (droni) senza pilota.
Williams, a partire da motori prodotti per missili, sviluppò una serie di  velivoli a decollo verticale in grado di trasportare un uomo tra i quali spiccano il Williams Aerial Systems Platform (WASP), anche noto negli anni settanta come il "pulpito volante", e l'X-Jet, che venne preso in considerazione dalla United States Army negli anni ottanta. Il progetto WASP era l'unico concorrente del Garrett STAMP per il programma statunitense STAMP (Small Tactical Aerial Mobility Platform) promosso dalla United States Marine Corps nei primi anni settanta.
Sempre negli anni ottanta, Williams accolse la richiesta del mercato dei velivoli di aviazione generale per un piccolo motore a getto destinato a motorizzare aerei a reazione di piccole dimensioni producendo l'FJ44.
Nel 1992, la NASA avviò il suo programma Advanced General Aviation Transport Experiments (AGATE) per rilanciare, col contributo dei costruttori aeronautici, l'industria collegata all'aviazione generale. Nel 1996, Williams si unì al programma AGATE per sviluppare un motore turbofan più piccolo ed efficiente dell'FJ44. Il risultato fu il motore FJX-2 Williams successivamente affidò a Burt Rutan della Scaled Composites il compito di progettare e costruire il Williams V-Jet II, un velivolo a reazione di piccole dimensioni da usarsi come dimostratore e banco prova volante per il nuovo motore. L'aereo ed il motore fecero il loro debutto ufficiale nel 1997 all'EAA AirVenture di Oshkosh. La versione di produzione del motore, la EJ22 volò sul prototipo dell'Eclipse 500 (evoluzione del V-Jet II), ma fu successivamente sostituito da un motore Pratt & Whitney.

## Prodotti
- Williams WR19, usato su missili da crociera, droni e velivoli sperimentali a decollo verticale
- Williams F107, usato su diversi missili da crociera
- Williams F112, usato su missili da crociera ed aerei sperimentali
- Williams FJ22, derivato dell'FJX-2; anche noto come EJ-22, per il segmento dei velivoli a getto di piccole dimensioni
- Williams FJ33, usato su velivoli a getto di piccole dimensioni
- Williams FJ44, prodotto in collaborazione con la Rolls-Royce North America per business jet di piccole dimensioni
- Williams X-Jet, piattaforma VTOL sperimentale degli anni sessanta
- Williams WR34, turboalbero
- Williams WR44, usato su missili da crociera e sul Foxjet ST600
- Williams WST117, turboalbero